# فابيان سشينلهارت
فابيان سشينلهارت (بالألمانية: Fabian Schnellhardt)‏ (12 يناير 1994 في ألمانيا - ) هو لاعب كرة قدم ألماني في مركز الوسط. شارك مع منتخب ألمانيا الوطني لكرة القدم تحت 15 سنة ‏ ومنتخب ألمانيا تحت 16 سنة لكرة القدم ومنتخب ألمانيا تحت 17 سنة لكرة القدم ومنتخب ألمانيا لكرة القدم تحت 18 سنة ومنتخب ألمانيا تحت 19 سنة لكرة القدم ومنتخب ألمانيا تحت 20 سنة لكرة القدم. أما مع النوادي، فقد لعب مع نادي دويسبورغ ونادي كولن وهولشتاين كيل وأم أس في دويسبورغ II ‏.

## روابط خارجية
- فابيان سشينلهارت على موقع قاعدة بيانات كرة القدم.إي يو (الإنجليزية)
- فابيان سشينلهارت على موقع Soccerway.com (الإنجليزية)
- فابيان سشينلهارت على موقع عالم كرة القدم.نت (الإنجليزية)